# Bulbophyllum sanderianum
Bulbophyllum sanderianum är en orkidéart som beskrevs av Robert Allen Rolfe. Bulbophyllum sanderianum ingår i släktet Bulbophyllum och familjen orkidéer. Inga underarter finns listade i Catalogue of Life.